# Retrato de una anciana (Giorgione)
Retrato de una anciana es un cuadro atribuido al pintor Giorgione, realizado hacia 1506, que se encuentra en el Galería de la Academia de Venecia. Formó parte de la colección Vendramin, según mencionan los inventarios de 1569 y 1601.

## El tema

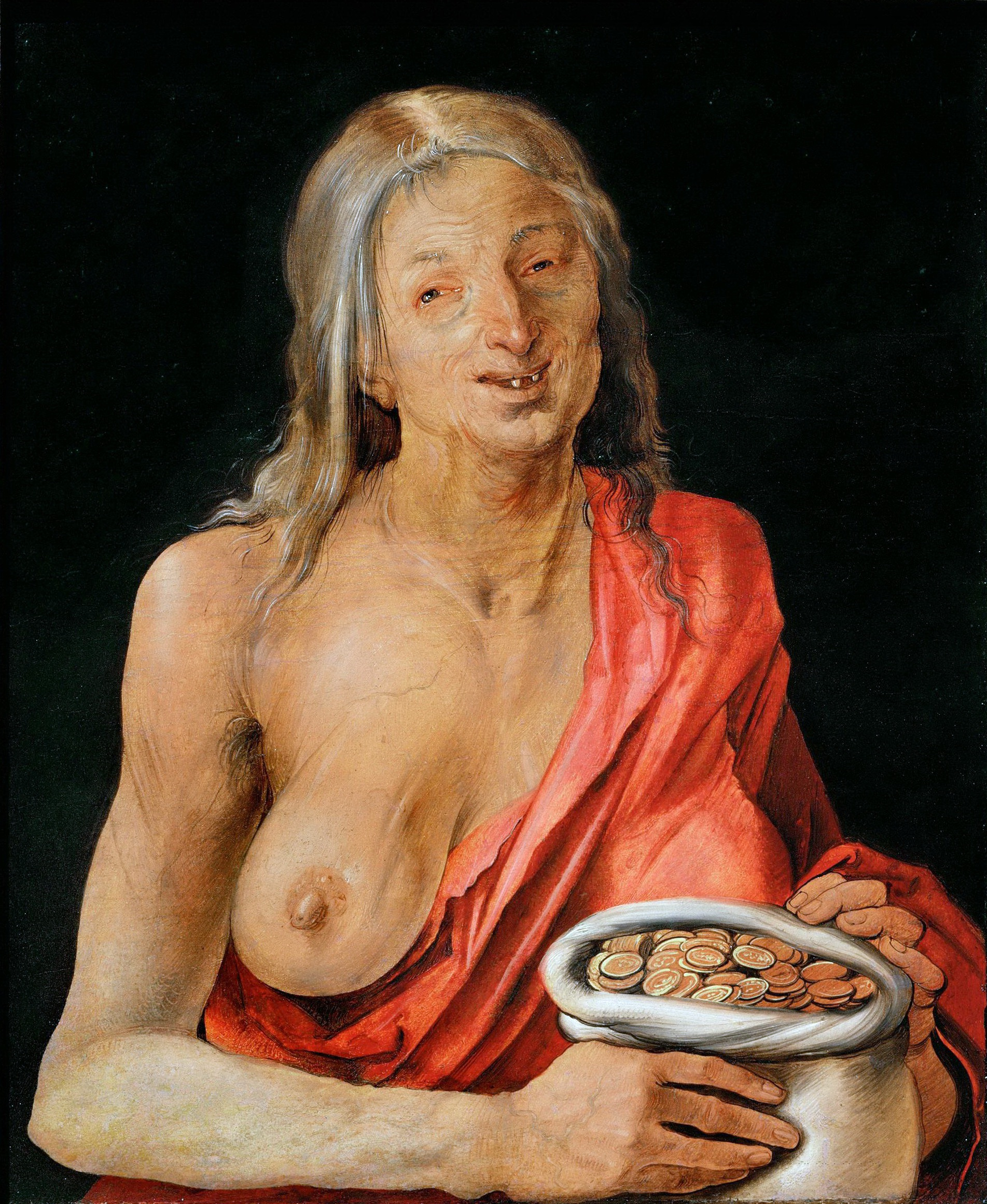
Avaricia, 1507, Alberto Durero.

Aunque las obras de Giorgione están rodeadas de un cierto oscurantismo en cuanto a su significado, se ha identificado el retrato de una anciana como una alegoría de la edad, como indica el cartel que sostiene en su mano derecha. Es una obra que se ha relacionado temáticamente con otras como la Avaricia de Durero, pintura contemporánea.
Hans Memling tiene una obra homónima de 1470.

## Descripción de la obra
La anciana es representada con mucho realismo, haciendo el autor un uso del color sublime para dar la impresión de viveza en las arrugas y los cabellos de la anciana. La protagonista parece mirar a quien observa al cuadro mientras le enseña un papel con la leyenda col tempo, con el tiempo, que alude a los efectos de la edad. Giorgione la pinta audaz y con arrojo, como recomendaba Leonardo da Vinci pintar a las viejas.
El fondo oscuro permite dar relevancia al personaje sin distracciones, un modelo común en los retratos de la época. Como en tantas obras de ese periodo, se perciben influencias de la forma de pintar de Leonardo da Vinci.